# Sarotherodon galilaeus galilaeus
Sous-espèce
Sarotherodon galilaeus subsp. galilaeus est une sous-espèce de poissons Cichliformes  qui appartient à la famille des Cichlidae.
Comme ses confrères Sarotherodon, Sarotherodon galilaeus subsp. galilaeus est originaire d'Afrique.

## Taille
Environ 35 centimètres.

## Dimorphisme
Le mâle adulte est légèrement plus grand que la femelle et d'aspect plus robuste.

## Maintenance
Se maintient évidemment, en vue de ses 35 cm, dans des volumes supérieurs à 500L en compagnie d'autres grands poissons.